# Moriteru Ueshiba
Moriteru Ueshiba (Moriteru Ueshiba (植芝 守央?, Ueshiba Moriteru); 2 aprile 1951) è un artista marziale giapponese. 
È un maestro di aikidō e  nipote di Morihei Ueshiba, il fondatore dell'aikido e figlio di Kisshomaru Ueshiba. Ueshiba è il terzo ed attuale Doshu (capo ereditario) dell'Aikikai.